# 小阿普爾蓋特河
小阿普爾蓋特河（英語：Little Applegate River）是一條位於美國俄勒岡州南部的河流，同時是阿普爾蓋特河的支流。河流長約34公里，流域面積約293平方公里。河流源於錫斯基尤山脈內數個鄰近錫斯基尤峰的水泉，主要往西北方向流動，流經斯特林維爾、邦康、魯克等地，最終在邦康西北部與阿普爾蓋特河合流。大約在11,000年前，拉特加瓦人、沙斯塔人及達庫貝第人等美國原住民部落早已在流域一帶定居。19世紀初，首批非原住民拓荒者抵達流域一帶。1850年代，隨著金礦及其他貴金屬礦的發現，流域一帶發展迅速，大量移民工人湧入並先後建立斯特林維爾及邦康這兩個採礦小鎮。但隨著礦物資源枯竭，居民數量逐漸減少，最終這兩個小鎮亦難逃被摧毀或廢棄的命運。
河流流域約有64%的地方被溫帶針葉林覆蓋，常見植物包括不同種類的松樹及一些灌木叢等。另外，流域亦是272種脊椎動物的棲息地，其中包括錫斯基尤山蠑螈、北方斑點鴞及石斑龜等受威脅物種。因應過往的人類活動，包括清除區內森林及河岸濕地、採用水力採礦方式開採礦物等，加上過度放牧加劇土壤侵蝕，流域的水質普遍較差。

## 流向

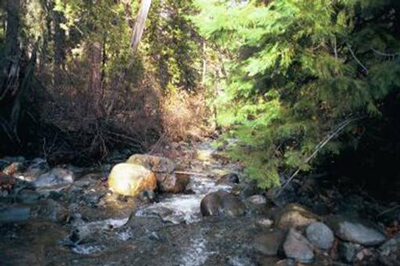
格拉德溪

小阿普爾蓋特河發源於錫斯基尤山脈內，由數個靠近錫斯基尤峰附近的水泉合流而成。接著，河水會往北方流動，先後與麥當勞溪（McDonald Creek）及格拉德溪（Glade Creek）匯合。在格拉德溪的匯合處附近，河水會被引流至斯特林溝渠（Sterling Ditch）。斯特林溝渠是一條長約37公里（23英里）的渡槽，建於1877年，主要向當時的採礦小鎮斯特林維爾（現已被荒廢及摧毀）提供水力採礦所需的水資源。
在引流處外1.6公里（1英里）的位置，河水改往西北方向流動，並在引流處外8公里（5英里）的位置與耶魯溪（Yale Creek）匯合。耶魯溪的流域面積接近62平方公里（24平方英里），在眾多支流當中其面積最大。接著，河水繼續往西北方向流動，並與斯特林溪（Sterling Creek）匯合。另外，河溪交匯處附近亦是鬼鎮邦康的所在地。最後，在邦康鎮西北方約4.8公里（3英里），以及非建制地區魯克以南約3.2公里（2英里）外的位置，河流流進阿普爾蓋特河。

## 流域及地理
在俄勒岡州南部，小阿普爾蓋特河的流域面積約為293平方公里（698平方英里）。河流佔阿普爾蓋特河的整體流域面積約15%，但對羅格河而言，河流僅佔其整體流域面積約2%。在土地管理方面，流域內約40%的土地由美國內政部土地管理局負責管理，32%歸美國國家森林局所有，27%為私人擁有，而俄勒岡州所控制的比例則不足1%。另外，流域內約96%的土地屬於森林或林地，而剩餘的4%則是農田和農村地區。流域支流包括麥當勞溪、格拉德溪、耶魯溪、斯特林溪、上小阿普爾蓋特河、中小阿普爾蓋特河、下小阿普爾蓋特河。在這七條支流當中，耶魯溪擁有最大面積的子集水區，約為61.6平方公里（15,230英畝），而麥當勞溪的子集水區面積最小，僅約18.8平方公里（4,650英畝）。另外，流域屬於地中海式氣候，夏季乾燥炎熱，冬季溫和多雨。
河流流域內的原生岩以中生代早期的變質岩及噴出岩為主，但與錫斯基尤山脈大部分地區一樣，流域內亦有著超鎂鐵質岩礦床及花崗岩侵入體。流域的海拔範圍為440至1,748米（1,440至5,735英尺），最低點是河口，最高點則是荷蘭人峰。海拔1,700米（5,500英尺）以上的地區遭到冰川嚴重侵蝕，因此位處這些地區的溪流其坡度較為低緩。但之後坡度開始變得陡峭，河溪會迅速流至位於海拔約760米（2,500英尺）的小阿普爾蓋特谷，而該處具有大量沖積物，地勢亦相對平坦。

## 水文及污染
小阿普爾蓋特河流域的年平均降雨量約為970毫米（38英寸），最高降雨量約為1,400毫米（55英寸），而最低降雨量則約為510毫米（20英寸）。流域的降水主要由降雨組成，高海拔地區偶有降雪。而在流量方面，根據美國地質調查局在河口的連續監測站所錄得的數據，雖然河流的平均流量約為6.4立方米每秒（226立方英尺每秒），但視乎季節及降水量而定，數值範圍徘徊在0.708至12立方米每秒（25至424立方英尺每秒）之間。在年逕流量方面，逕流大多發生在濕潤的冬季及春季，只有約6%的逕流發生在7月至10月期間。
由於夏季高溫、溶氧量低，加上污染物在沉積物的水平偏高，整段河流流域的水質普遍較差。水質問題主要歸因於一系列的人類活動，包括清除區內森林及河岸濕地以騰出空間作農業用途，以及鋪設高密度的道路網絡引致邊坡破壞等。昔日礦工們在斯特林維爾附近採用水力採礦方式開採礦物，此舉除了破壞周遭景觀外，亦會導致山坡裸露，使岩石及碎石流往下游。19世紀末，開拓者把牛羊等家畜引入至流域一帶，令部份區域出現過度放牧，原生草數量大減，而有害雜草則得以傳播。同時，過度放牧亦加劇土壤侵蝕。人類亦為滿足需求，從河流及其支流引流大量河水，導致河口一帶有時會出現幾乎乾涸的現象。另外，麥當勞溝渠（McDonald Ditch）是一條位於麥當勞溪附近的灌溉溝渠，同時亦是造成河流沉積物增加的主要原因。溝渠建於1920年，主要為居於瓦格納溪（Wagner Creek）一帶的居民供水，但溝渠多次故障及失靈，並為小阿普爾蓋特河帶來數以噸計的泥漿。最終，塔倫特灌溉區（Talent Irrigation District）於2010年9月批准為溝渠購置價值1萬美元的監控系統，並向美國墾務局申請10萬美元撥款，以管道替換原本的溝渠。

## 生態

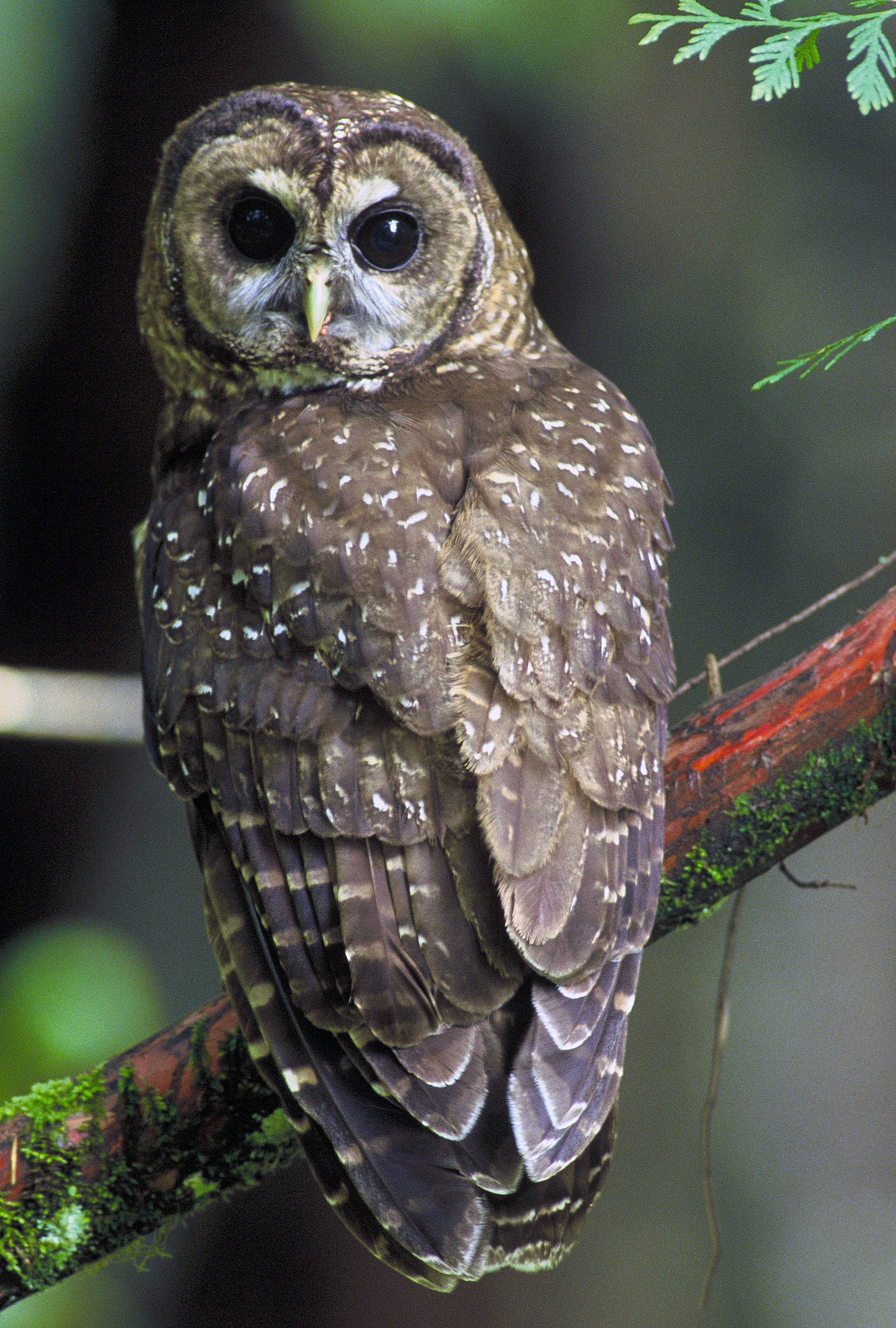
受威脅物種北方斑點鴞

小阿普爾蓋特河流域主要被溫帶針葉林覆蓋，約佔流域總面積64%。流域的常見樹種包括花旗松、西黃松、太平洋熊莓、香雪松等，而灌木叢及一些熊果屬植物則生長在較乾燥的濃密常綠闊葉灌叢帶。流域還生長了數種珍貴稀有植物，包括貝母屬Fritillaria gentneri、景天屬Sedum oblanceolatum、露薇花、簇生杓蘭、火焰草屬Castilleja schizotricha。土地管理局的科研人員亦在流域內尋得七種有害雜草，包括三種薊草、長髮帶芒草、金雀花、貫葉連翹、新疆千里光。
早在1940年代以前，河流一帶便經常發生山火。美國國家森林局於1920年代展開山火撲滅工作，並在大約20年後建立空降消防員基地。此後，依靠山火來繁殖的植物（如西黃松）種群數量下降，而花旗松及白冷杉等種群則開始擴散。另外，流域部分地區位處橡樹稀樹草原，該處遍佈灌木叢。流域植被較為茂密，容易受到昆蟲侵染和疾病侵害。
除了植物外，流域還孕育了不少的動物。根據美國內政部土地管理局的數據，流域共有272種脊椎動物，其中138種屬於已知物種，而剩餘的134種則未明，過往未有留下清晰記錄。流域內常見的哺乳動物包括短尾貓、美洲獅、赤狐、郊狼、美洲黑熊、野兔，以及嚙齒動物和鼬科動物等。在鳥類方面，斑尾鴿、白頭海鵰、金鵰、紅頭美洲鷲都是區內較常見的物種。自1990年起，美國魚類及野生動物管理局把北方斑點鴞列作受威脅物種。1992年，管理局更把流域內約96平方公里（37平方英里）的範圍劃作重要棲息區域，以保護棲息在該處的北方斑點鴞。除了上述物種外，兩種被列入國際自然保護聯盟瀕危物種紅色名錄的動物亦棲息在流域內，即瀕危物種錫斯基尤山蠑螈及易危物種石斑龜。大角羊、灰狼、灰熊、叉角羚曾經棲息在流域一帶，但現時被認定局部地區滅絕。在河中棲息的常見魚類包括帝王鮭、銀鮭、虹鱒等，但受到水質下降及障礙物（如水壩及暗渠）影響，魚類種群正在減少。

## 歷史
根據該地區出土的克洛維斯矛尖，考古學家證實早在11,000年前小阿普爾蓋特河流域便已經有人類活動。首批居民可能是拉特加瓦人、沙斯塔人及達庫貝第人（Dakubetede）等美國原住民部落，而他們是首批從西伯利亞抵達白令陸橋的人類後代。他們以捕魚及獵鹿維生，同時又會放火燒掉大草原及橡樹稀樹草原上的灌木叢，以促進某些農作物的生長。但這些原住民會控制焚燒面積，把已焚燒及未經焚燒的區域拼湊出一塊縱橫交錯的土地，從而促進流域內的生物多樣性。

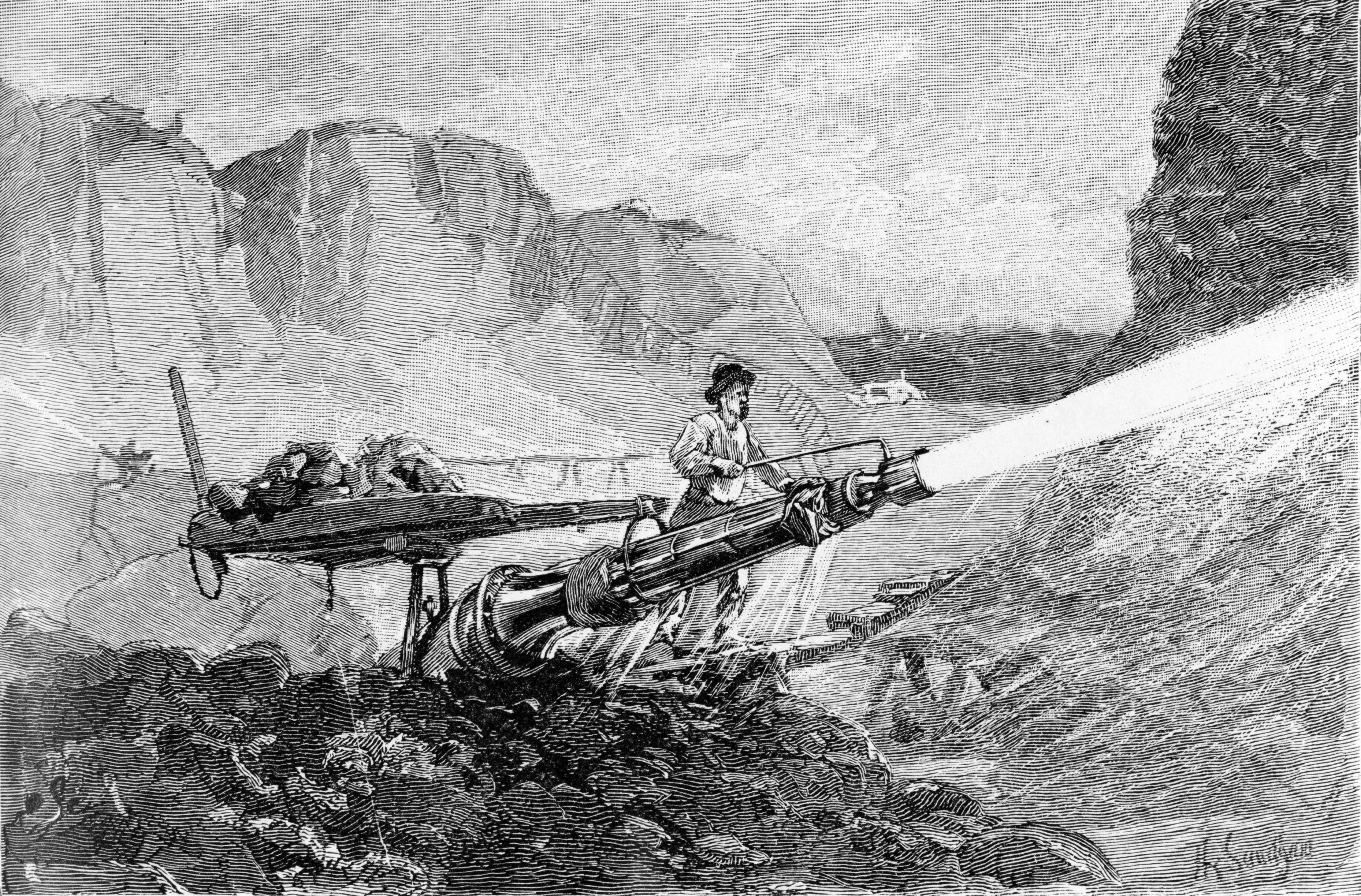
1883年《世紀雜誌》1月號的插圖，描繪淘金者利用水力採礦方式開挖礦藏

1827年，皮草商彼得·斯凱恩·奧格登率領一群皮草獵人路經流域一帶，是首批抵達此地的歐洲人。與阿普爾蓋特河同樣，河流名稱源於俄勒岡州先驅者林賽·阿普爾蓋特。他在1848年前往加利福尼亞州金礦區的旅程中先為阿普爾蓋特河命名，接著在經過此河時再以阿普爾蓋特河的名稱來為其命名。在淘金潮期間，流域一帶變得熱鬧起來。1851年，一批淘金者在傑克遜維爾附近發現了金、銀、硃砂及鉻鐵礦，吸引了更多淘金者加入開採，而一批中國淘金者則在同年建立邦康鎮，定址河流與斯特林溪的交匯處。1854年春季，詹姆斯·斯特林（James Sterling）及亞倫·戴維斯（Aaron Davis）等人在斯特林溪一帶發現黃金，很快便引來數以百計的淘金者。同一時間，這兩位淘金者亦建立了採礦小鎮斯特林維爾，而到了10月人口更增長至1,500多人。由於斯特林溪及下小阿普爾蓋特河一帶的河床及礦藏大多已被開挖，因此該區的淘金潮只持續至1850或1860年代。1870年代，斯特林礦業公司在區內興建斯特林溝渠及另外數條溝渠，為斯特林維爾及其周邊地區的大型水力採礦作業提供水源。後來，斯特林維爾更迅速成為俄勒岡州乃至整個美國西部最大型的水力礦場。然而，採礦作業把數以十萬噸計的泥土及沉積物輸送至河流及各支流內，並破壞區內景觀。
1879年，斯特林維爾郵局開業，但隨著該鎮人口逐漸減少，郵局最終在四年後關閉。1896年，邦康郵局正式營業。但到了1910年，區內採礦作業大幅減少，而邦康郵局亦於1918年結束營業。而在1933年至1957年經濟大蕭條期間，當局重新開放流域內的水力礦場，試圖減輕失業率高企問題。大蕭條過後，當地政府再次關閉區內的水力礦場。而在稍後時間，斯特林維爾被荒廢及摧毀，而邦康同樣難逃被荒廢的命運，現時鎮內只剩下郵局、戶外廚房及工人宿舍三棟建築。
1990年代後期，下游流域的41位灌溉者同意將其水權轉移至阿普爾蓋特河上，改為利用水泵及管道系統在該河流及阿普爾蓋特水壩內抽水。水權轉移促使當地政府拆除了兩個建於河流上的大型障礙物：巴克與瓊斯灌溉水壩（Buck and Jones Irrigation Dam）及農民溝渠灌溉水壩（Farmers Ditch Irrigation Dam），前者在2006年拆除，而後者則在2012年清拆。水壩拆除後，河流流量約有0.42立方米每秒（15立方英尺每秒）的增長，同時亦有約56公里（35英里）的河段適合魚類遷移。現時，魚類能更容易前往河流上游及其他棲息地，而當地的漁業狀況亦有相應改善。